# كارلو سكاربا
كارلو سكاربا (بالإيطالية: Carlo Scarpa)‏ هو من أشهر المعماريين من مواليد 2 حزيران 1906 وتوفي في 1978 إيطاليا.